# Laetacara fulvipinnis
Laetacara fulvipinnis är en fiskart som beskrevs av Wolfgang Staeck och Anton Karl Schindler 2007. Laetacara fulvipinnis ingår i släktet Laetacara och familjen Cichlidae. Inga underarter finns listade i Catalogue of Life.